# John Swihart
John Swihart (1964) è un compositore statunitense.

## Filmografia parziale

### Cinema
- Napoleon Dynamite, regia di Jared Hess (2004)
- Valzer finale per un killer (One Last Dance), regia di Max Makowski (2006)
- The Sasquatch Gang, regia di Tim Skousen (2006)
- Impiegato del mese (Employee of the Month), regia di Greg Coolidge (2006)
- Quel genio di Bickford (Bickford Shmeckler's Cool Ideas), regia di Scott Lew (2007)
- 14 anni vergine (Full of it), regia di Christian Charles (2007)
- The Education of Charlie Banks, regia di Fred Durst (2007)
- Contrasti e amori (The Year of Getting to Know Us), regia di Patrick Sisam (2008)
- Garden Party, regia di Jason Freeland (2008)
- Toy Boy - Un ragazzo in vendita (Spread), regia di David Mackenzie (2009)
- New in Town, regia di Jonas Elmer (2009)
- Youth in Revolt, regia di Miguel Arteta (2009)
- L'amore e altri luoghi impossibili (The Other Woman), regia di Don Roos (2009)
- The Perfect Host, regia di Nick Tomnay (2011)
- Le regole della truffa (Flypaper), regia di Rob Minkoff (2011)
- Lucky, regia di Gil Cates Jr. (2011)
- Le squillo della porta accanto (For a Good Time, Call...), regia di Jamie Travis (2012)
- Il luogo delle ombre (Odd Thomas), regia di Stephen Sommers (2013)
- Accidental Love, regia di David O. Russell (2015)
- Estate a Staten Island (Staten Island Summer), regia di Rhys Thomas (2015)
- Tavolo n.19 (Table 19), regia di Jeffrey Blitz (2017)
- A Modern Family (Ideal Home), regia di Andrew Fleming (2018)
- Haunting on Fraternity Row, regia di Brant Sersen (2018)
- The Fanatic, regia di Fred Durst (2019)

### Televisione
- How I Met Your Mother – serie TV, 208 episodi (2005-2014)
- Incinta per caso (Accidentally on Purpose) – serie TV (2009-2010)
- Padre in affitto (Sons of Tucson) – serie TV, 12 episodi (2010)
- Mad Love – serie TV, 13 episodi (2011)
- Switched at Birth - Al posto tuo (Switched at Birth) – serie TV, 104 episodi (2011-2017)
- The Booth at the End – serie TV, 5 episodi (2012)
- Men at Work – serie TV, 30 episodi (2012-2014)
- Go On – serie TV, 22 episodi (2012-2013)
- Web Therapy – serie TV, 3 episodi (2013)
- The Goodwin Games – serie TV, 7 episodi (2013)
- Cristela – serie TV, 8 episodi (2014)
- Red Band Society – serie TV, 11 episodi (2014-2015)
- Trial & Error – serie TV, 23 episodi (2017-2018)
- American Woman – serie TV, 9 episodi (2018)

## Videogiochi
- Far Cry New Dawn (2019)

## Premi
- Satellite Award - vinto nel 2005 per Napoleon Dynamite.